# Молдова на зимних Олимпийских играх 1998
Молдова принимала участие в Зимних Олимпийских играх 1998 года в Нагано (Япония) во второй раз за свою историю, но не завоевала ни одной медали.

## Результаты соревнований

### Биатлон
Мужчины
| Спортсмены | Соревнование         | Стрельба    | Результат | Отставание | Место |
| ---------- | -------------------- | ----------- | --------- | ---------- | ----- |
| Ион Букша  | Спринт               | 6 (2+4)     | 36:33.8   | +9:17.6    | 71    |
| Ион Букша  | Индивидуальная гонка | 6 (0+2+3+1) | 1:11:27.5 | +15:11.1   | 70    |

Женщины
| Спортсмены     | Соревнование         | Стрельба    | Результат | Отставание | Место |
| -------------- | -------------------- | ----------- | --------- | ---------- | ----- |
| Елена Горохова | Спринт               | 5 (2+3)     | 28:21.5   | +5:13.5    | 62    |
| Елена Горохова | Индивидуальная гонка | 9 (3+0+2+4) | 1:09:18.1 | +14:26.1   | 62    |